# Abbaye de la Paix-Dieu
 (janvier 2020).
L'abbaye de la Paix-Dieu est une abbaye de moniales cisterciennes ayant existé entre 1244 et 1796.
Elle est située à Jehay (Amay).

## Géographie
L’ancienne abbaye de la Paix-Dieu est située à Jehay, section rattachée à la commune d'Amay, en Belgique, à 11 km au nord-est de Huy, dans la province de Liège.

## Histoire

### Origine de la fondation
La fondation de l'abbaye de la Paix-Dieu s’inscrit dans le mouvement mystique féminin qui marque le diocèse de Liège au début du 13e siècle. 
Vers 1239, des moniales cisterciennes de l’abbaye Val-Benoît de Liège fondent un prieuré dans le village hesbignon de Oleye, sur des terres offertes par Arnould de Corswarem. Cependant, ce premier emplacement ne répondait pas aux critères cisterciens pour les sites de leurs abbayes. Ainsi, la jeune abbaye effectua-t-elle dès 1244 son transfert dans un site de vallée, à la confluence de plusieurs ruisseaux, au lieu-dit Grognart. L'existence à cet endroit d'un moulin, nécessaire à la transformation de la production de céréales dont la communauté avait besoin pour assurer sa subsistance, n'est pas étranger au choix de cet emplacement .
Le nom de la Paix-Dieu viendrait d’une réconciliation spectaculaire qui aurait eu lieu entre Arnould de Corswarem et son frère, au moment de s’engager dans un duel fratricide. Arnould, désarmé, aurait demandé à son frère la paix au nom de Dieu. Ce qui lui fut accordé. Ayant la vie sauve grâce au nom de Dieu, Arnould se donna totalement à Lui en devenant frère mineur franciscain et en laissant son héritage pour la fondation d’un monastère de moniales cisterciennes.

### Constitution d'un domaine agricole
Les premières années de l'histoire de l'abbaye sont celles de la constitution d'un domaine agricole afin de lui permettre de vivre conformément à l'idéal d'autarcie des cisterciens. En 1257, quelques années après sa fondation, le monastère cultivait 453 hectares, ce qui est peu quand on pense aux 10 000 hectares de l'abbaye de Villers-la-Ville et au 7 000 hectares d'Orval. La fondation tardive du couvent explique la faible superficie du domaine. La communauté exploite ses terres à la manière des premiers cisterciens, en regroupant ses terres autour de deux "granges" exploitées par frères convers : Oleye et Bodegnée. À la suite d'une crise à la fin du XIIIe siècle, l'abbaye de la Paix-Dieu réorganise son domaine en donnant à ferme la plupart de ses terres à des paysans et en cherchant à acquérir des rentes en nature. Peu à peu, les religieuses se muent en seigneur foncier. Ce capitalisme monastique lui a permis de construire les prestigieux bâtiments monastiques et la ferme que l'on connaît aujourd'hui. 

### La Révolution française
À la Révolution française, bâtiments et terres sont vendus comme biens nationaux et la communauté est dispersée. Les moniales ne reviendront jamais dans leur abbaye de la Paix-Dieu. 
Les bâtiments conventuels subissent alors d'importantes dégradations aux XIXe et XXe siècles. Toutefois, la ferme a été épargnée en gardant sa fonction d'exploitation agricole. 

## Après la fermeture de l'abbaye

### Classement
En 1974, les bâtiments sont classés comme monument et les abords comme site depuis (liste bien classés en Wallonie )- mais les bâtiments continuent à se dégrader.

### Reconversion
À partir de 1993, un projet de reconversion prend forme afin que le site accueille un centre de référence européen pour les métiers du patrimoine et ainsi permettre de retrouver l'éclat de cette ancienne abbaye. En 1997, le premier bâtiment à être restauré est le quartier des hôtes; s'ensuivra le quartier de l'abbesse, le colombier, l'église abbatiale sans oublier les abords réaménagés dont les terrasses et les vergers. À noter, en parallèle, l’ancienne grange de la ferme restant propriété privée a été restaurée et transformée en salle de fêtes. 

## Le lieu de vie du temps des moniales
Les moniales n’y sont jamais nombreuses, tout au plus une trentaine aux meilleurs moments de son histoire. La communauté religieuse était composée d'une abbesse, chargée de l'administration spirituelle et temporelle du monastère, de dames professes qui servaient les offices, de sœurs converses qui étaient préposées aux travaux ménagers dans l'abbaye, de novices et écolières (des jeunes filles en cours d'éducation) et de tablières (femmes réalisant une retraite spirituelle). Les moniales vivaient dans le cloître (aujourd'hui disparu) sauf l'abbesse qui disposait de l'aile dite de l'abbesse situé entre l'église abbatiale et le quartier des hôtes. Ce dernier étaient réservé aux invités de passage non soumis à clôture. 
La Paix-Dieu abritait, en outre, en permanence deux religieux sans aucune autorité canonique sur les moniales mais qui étaient chargés de célébrer les offices. Ces religieux étaient logés en dehors de l'enceinte de l'abbaye, dans le bâtiment dit du "Pater-Noster" aujourd'hui disparu. Du personnel domestique travaillait aussi au sein de l'abbaye : meuniers, jardiniers, bergers, vachers, porchers, faiseurs de hochet ou de briquettes de houilles, chanvriers, cuisinières, lavandières, .. Enfin, occasionnellement, des artisans intervenant sur les bâtiments eux-mêmes : charpentiers, couvreurs, maçons, maréchaux, charretiers, tisserands, cordonniers, brasseurs, tonneliers, cloutiers, serruriers, horlogers...
Comme dans les abbayes occupées par des moines, les abbayes de dames avaient le quartier de l’abbesse et celui des hôtes. Une particularité résidait cependant dans le quartier de l’aumônier (la maison du pater à Amay), réservé aux prêtres (souvent des moines) qui étaient au service strictement spirituel et liturgique de la communauté. 

## Architecture

### L'abbaye en plan
Cette ancienne abbaye évoque en plan comme en volume, le mode de vie particulier des religieuses.
En plan, les bâtiments sont organisés en deux pôles : les bâtiments de la partie est sont réservés à la prière et aux sœurs, tandis que les autres bâtiments sont réservés aux tâches agricoles et à ses exploitants (manants, ouvriers, ...). L'aile des "hôtes" et l'aile " de l'abbesse" faisaient la jonction entre ces deux mondes. 
À sa création, l'abbaye est seulement formée d'une église et de deux ailes accueillant les religieuses. Aux 15e, 16e et 17e siècles, le monastère se complexifie et gagne en importance. Au 18e siècle, une volonté de prestige voit le jour au travers de la cour d'honneur et de vastes espaces dégagés. Les bâtiments qui subsistent actuellement datent des 17e et 18e siècles bien que certains intègrent des éléments du 16e siècle, voire des éléments plus anciens encore. Les bâtiments conventuels ont subi d'importantes dégradations après leur vente en 1797 et l'église vidée de son mobilier.

### Les bâtiments monastiques
À la Paix-Dieu, comme dans les autres monastères, les moniales consacrent l'essentiel de leur temps à la prière. C'est la raison pour laquelle les bâtiments monastiques sont organisés autour de l'église dédiée à la Paix-Dieu. Longtemps laissée en état de ruine, elle vient de retrouver son lustre et une réaffectation (matériauthèque).
Un cloître en U lui était accolé. Il avait disparu mais est, aujourd'hui reconstitué en partie avec un style et des matériaux contemporains, Chacune des trois ailes était destinée à une catégorie religieuses : 
- L'aile orientale dite "quartier des dames" abritait les lieux de vie des religieuses dont une salle capitulaire destinée aux réunions et un cellier.
- L'aile sud, parallèle à l'église, était l'aile des sœurs converses (préposées aux travaux ménagers) et qui accueillait notamment une "salle des labeurs"
- L'aile occidentale accueillait les sœurs novices et les écolières.

Les ailes occidentale et sud ont été démantelées au XIXe siècle afin de récupérer les matériaux.
Une infirmerie était isolée à l'ouest du site. Elle est aujourd'hui la maison de l'exploitant agricole du site.
Enfin, une cour d'honneur se situait entre la ferme et le cloître, bordée par l'aile de l'abbesse (prolongeant l'église) et le quartier des hôtes et d'une troisième aile dont seul subsiste un pigeonnier. Les deux autres bâtiments ont été transformés en brasserie distillerie au XIXe siècle.

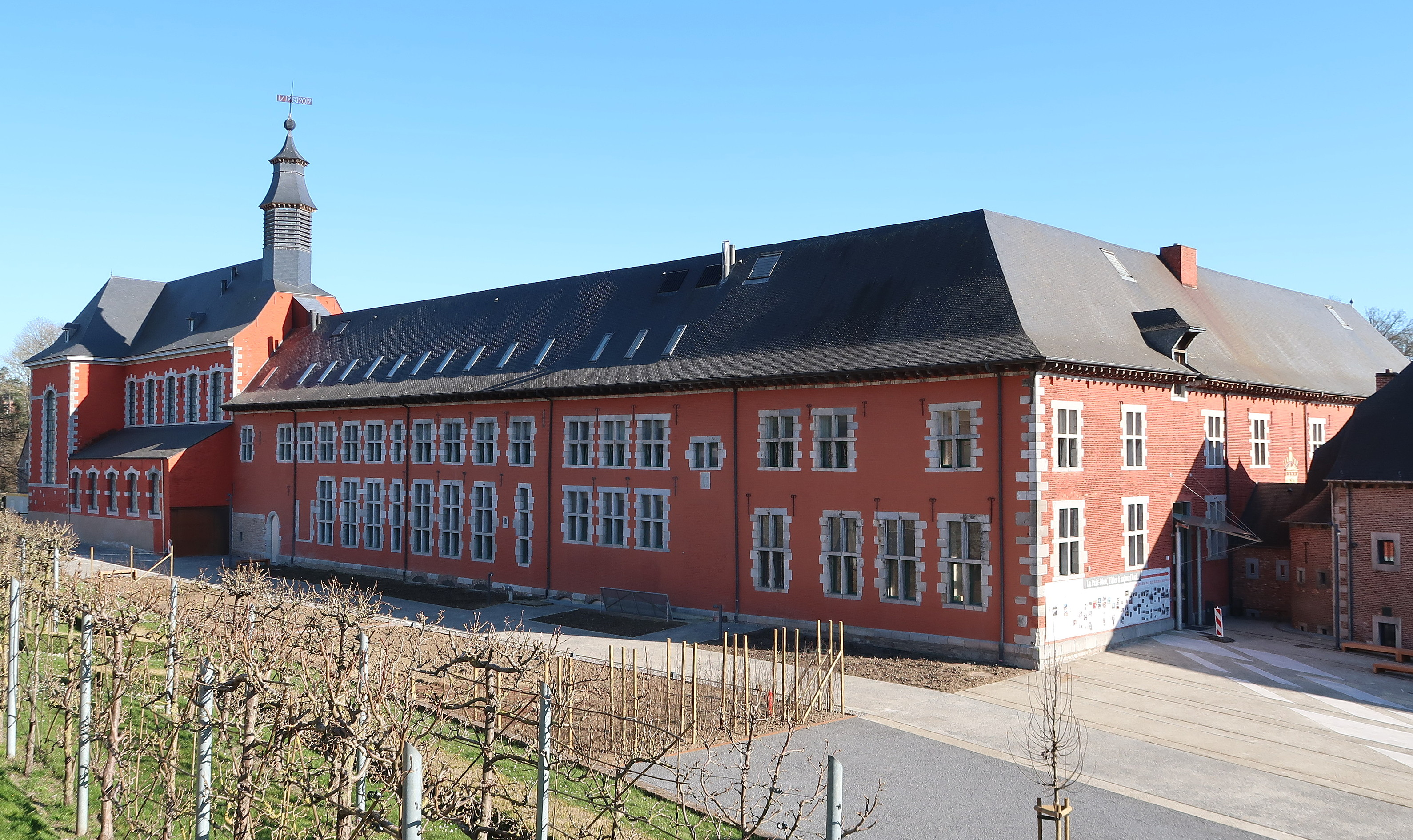
Abbaye
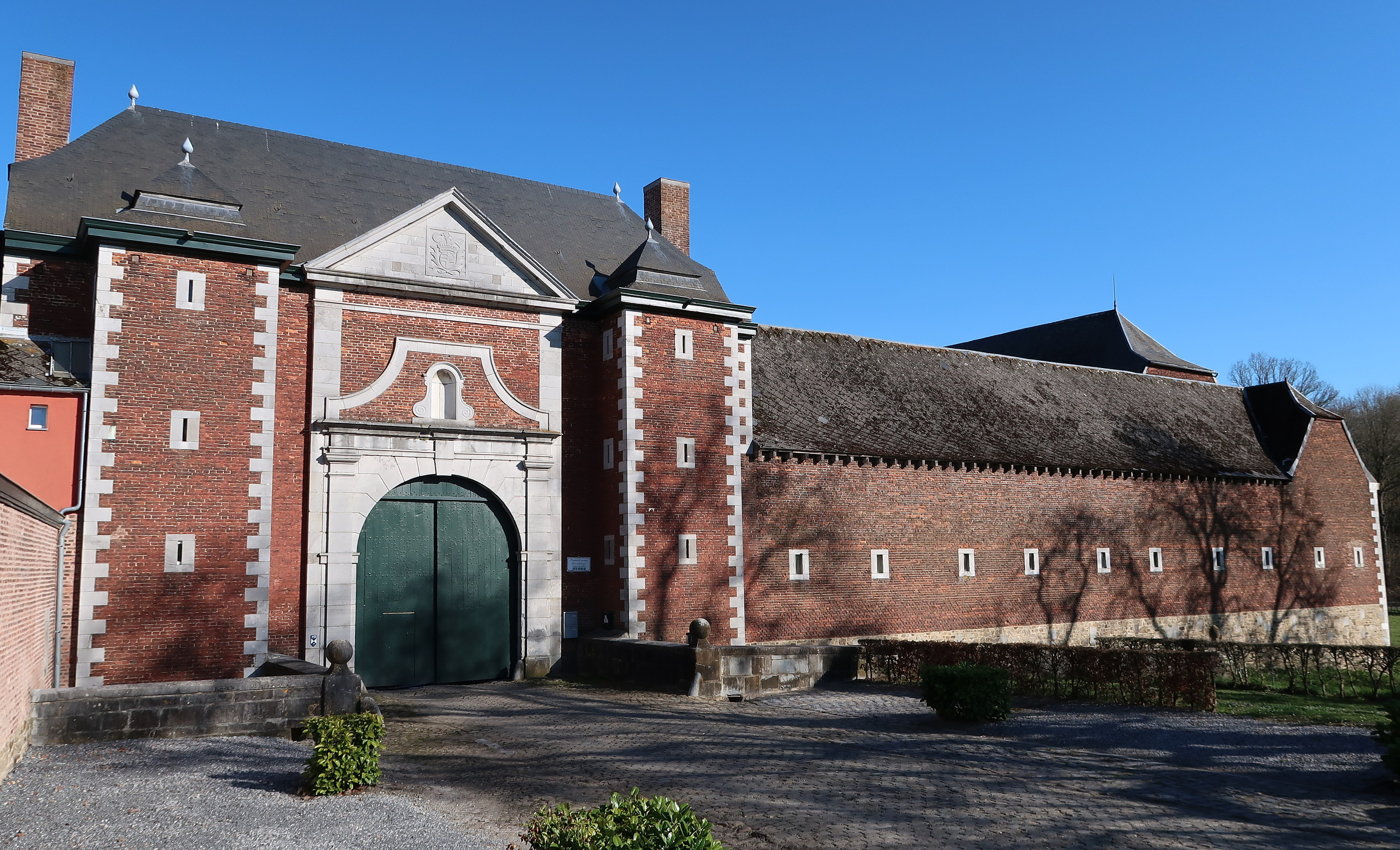
Portail
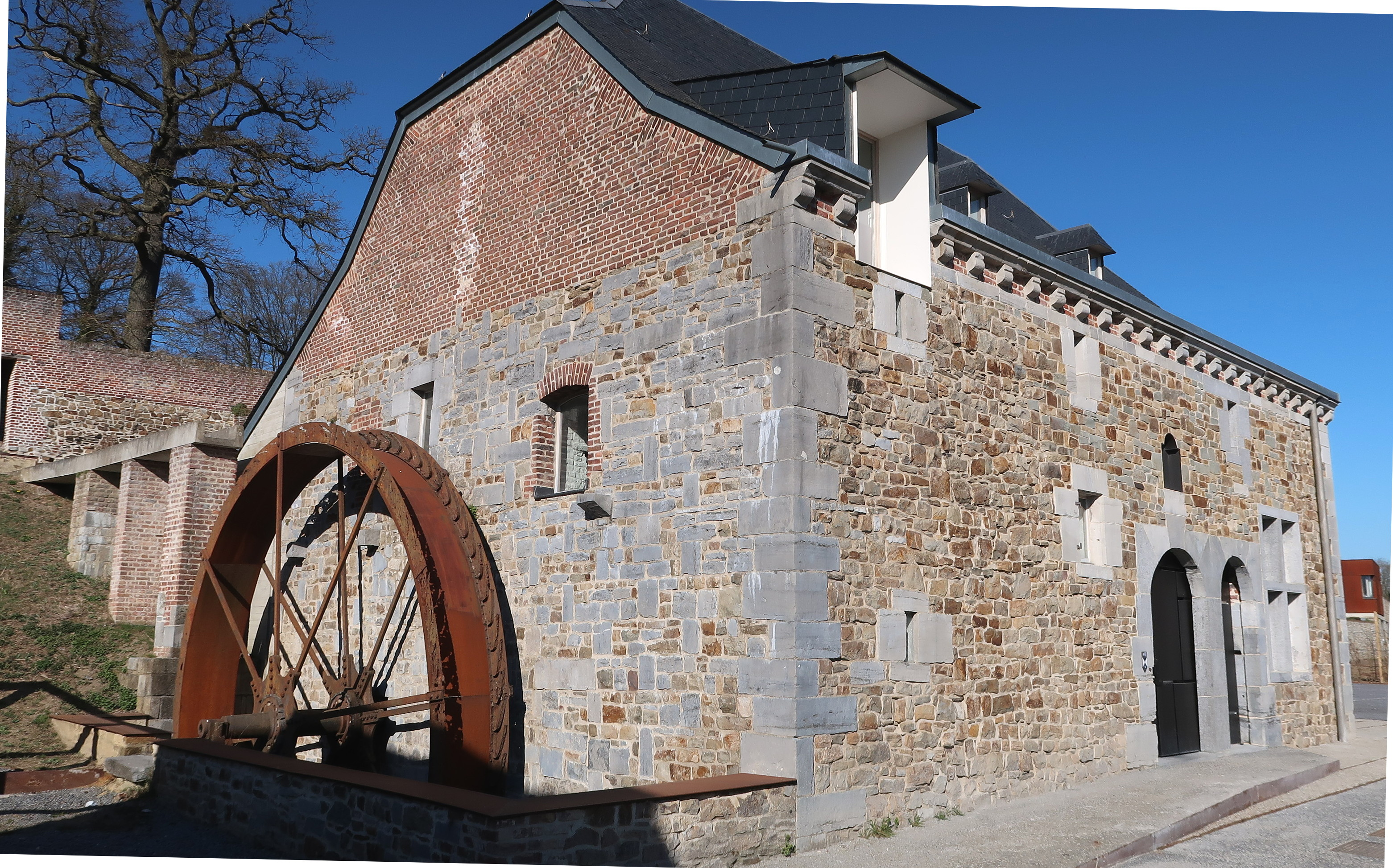
Moulin de l'abbaye

### Les dépendances
Afin de rendre l'abbaye autarcique, une ferme, un moulin, une brasserie, un potager, des vergers ont été adjoints aux bâtiments conventuels. À noter, des jardins privatifs étaient réservés à l'abbesse, aux moniales et aux paters. Ce pôle accueillait aussi la maison du Pater Noster aujourd'hui disparue. 
La ferme en quadrilatère accueillait donc des écuries, des étables et d'importantes granges ainsi qu'un logis pour le fermier. On y accède par un porche monumental flanqué de deux tours. Un fronton triangulaire abrite les armoiries de Lambertine de Wanzoulle (abbesse entre 1719 et 1748), ses initiales "LW" et le millésime 1730. Ses armoiries se retrouvent d'ailleurs dans divers endroits des bâtiments de l'abbaye. Un second porche, dans l'axe du premier donnait accès à la cour d'honneur. 
Le moulin, un peu à l'écart, possédait son propre accès, sans doute celui emprunté par les habitants des alentours pour se rendre à l'office. Il était encore en exploitation à la veille de la Seconde Guerre mondiale.

### Le style
Cette ancienne abbaye évoque en plan comme en volume, le mode de vie particulier des religieuses.
En plan, les bâtiments sont organisés en deux pôles : les bâtiments de la partie est sont réservés à la prière et aux sœurs, tandis que les bâtiments sont réservés aux tâches agricoles et à ses exploitants (manants, ouvriers, ...). L'aile des "hôtes" et l'aide " de l'abbesse" faisaient la jonction entre ces deux mondes. 
À sa création, l'abbaye est seulement formée d'une église et de deux ailes accueillant les religieuses. Aux 15e, 16e et 17e siècles, le monastère se complexifie et gagne en importance. Au 18e siècle, une volonté de prestige voit le jour au travers de la cour d'honneur et de vastes espace dégagés, .. Les bâtiments qui subsistent actuellement datent des 17e et 18e siècles bien que certains intègrent des éléments du 16e siècle, voire des éléments plus anciens encore. 
À la Paix-Dieu, comme dans les autres monastères, les moniales consacrent l'essentiel de leur temps à la prière. C'est la raison pour laquelle les bâtiments monastiques sont organisés autour de l'église dédiée à la Paix-Dieu. Un cloître en U lui était accolé. Il avait disparu mais est, aujourd'hui reconstitué en partie avec un style et des matériaux contemporains, chacune des trois ailes était destinée à une catégorie de religieuses.
L'unité que l'on perçoit du premier coup d’œil dans les anciens bâtiments de la Paix-Dieu est due à l’utilisation de techniques et de matériaux traditionnels. 
Les bâtiments datent des XVIIe et XVIIIe siècles et sont de style de l'architecture mosane en vigueur dans cette région. Les bâtiments érigés au XVIIe siècle, comme l'aile de l'abbesse (1641-42), le quartier des hôtes (1642-44), certains bâtiments de la ferme et le moulin (1666), le style mosan se remarque au travers de la composition symétrique, des élévation en briques et pierre calcaire pour les éléments structurels comme le soubassement, les encadrements et les croisées des fenêtres et, enfin, des bandeaux horizontaux subdivisant les façades.
Les bâtiments du XVIIIe siècle, comme l'église (1718), l'infirmerie (1719-25) et la majorité des bâtiments de la ferme (1730-60) témoignent de l'évolution du style vers une recherche de prestige et de raffinement. Tout en conservant l'emploi et la mise en œuvre de matériaux traditionnels, la lumière dans les pièces est plus abondante grâce à la suppression de la croisée des fenêtres ; les bâtiments plus imposants comme le porche d'entrée, les cours plus spacieuses et les intérieurs, malheureusement disparus, étaient décorés de stucs raffinés.

## Les fouilles archéologiques
Les fouilles archéologiques ont débuté en 1997 par les bâtiments à restaurer (quartier des hôtes et de l'abbesse).
Les archéologues ont découvert dans la partie nord des vestiges liés à l'occupation industrielle (distillerie, cave, canaux en brique, ..) Au sud, des vestiges datant d'avant la Révolution française ont été retrouvés comme le coin nord-ouest du cloître du 18e siècle (fondations). Au pied du transept de l'église abbatiale, un passage entre le cloître et l'abbatiale a aussi été découvert. Les moniales l'empruntaient pour se rendre dans leur propre chœur, séparé de celui des prêtres (chevet). Ce passage a été abandonné au 16e siècle. 
La seconde phase des fouilles s'est portée sur le tracé de l'ancienne brasserie de l'abbaye, terrain qui devait accueillir un nouveau bâtiment pour les formations (bâtiment métallique aujourd’hui). Des canalisations souterraines ont été retrouvées. Construites en pierres et voûtées, elles amenaient l'eau indispensable à la fabrication de la bière. Cette brasserie a continué de fonctionné jusque vers le milieu du 19e siècle. Enfin, les archéologues ont exploré l'ensemble du réseau hydraulique souterrain de l'abbaye. Comme toutes les abbayes, la Paix-Dieu possède un réseau de canaux d'égouttage et de drainage très important, surtout vu le terrain marécageux du site. Certains canaux datent du XVIIe siècle, d'autres sont encore plus anciens. 

## Reconversion de la Paix-Dieu en «Centre eurégional des métiers du patrimoine»
En 1993, le Gouvernement wallon acquiert par bail emphytéotique la propriété du site de la Paix-Dieu en dehors de la ferme et de l'ancienne infirmerie dans l'optique d'en faire un centre de référence pour les métiers du patrimoine avec bureaux, salles de cours, ateliers, auditorium, ... En 1997, elle entame le chantier de restauration par l'aile dite du "quartier des hôtes". Les autres bâtiments seront alors restaurés au fil des années jusqu'à la restauration de l'ancienne église abbatiale ainsi que ses abords. 
Le centre des métiers du patrimoine distribue des bourses de perfectionnement, organise un Master inter universitaire, des classes d'éveil, des colloques et des séminaires sur le patrimoine. L'institut organise surtout des stages de formation pour professionnels.
Depuis 2012, la bière d'abbaye "La Paix Dieu" est brassée par période de pleine lune par la brasserie Caulier (Hainaut). 
Depuis le 1er janvier 2018, le "centre des métiers du Patrimoine" fait désormais partie de l'Agence wallonne du patrimoine.